# إلبيردغ بويدن
إلبيردغ بويدن (بالإنجليزية: Elbridge Boyden)‏ هو مهندس معماري أمريكي، ولد في 4 يوليو 1810 في سومرست في الولايات المتحدة، وتوفي في 25 مارس 1898 في ورسستر في الولايات المتحدة.